# ایگوآنای دم‌خاری یوکاتان
ایگوآنای دم‌خاری یوکاتان (نام علمی: Ctenosaura defensor) نام یک گونه از تیره ایگوآنایان است.